# Saba Qom Football Club
O Saba Batry Football Club é um clube de futebol, sediado em Qom, Irão. 
Disputa a primeira divisão do Campeonato Iraniano de Futebol desde a temporada 2004–05, tendo terminado em sétimo lugar na temporada 2015-16.